# Sông Đuống
Sông Đuống, tên chữ gọi là sông Thiên Đức hay Thiên Đức Giang, là một con sông dài 68 km, nối sông Hồng với sông Thái Bình. Sông Đuống là 1 nhánh chảy của sông Hồng, nhưng là phụ lưu của sông Thái Bình.
Sông Đuống là chi lưu của sông Hồng tách ở vùng phía Bắc thành phố Hà Nội, chảy về phía Đông qua tỉnh Bắc Ninh, đổ vào sông Thái Bình ở Lục Đầu. Cũng tại đây, sông Đuống (Thiên Đức) gặp sông Cầu (Nguyệt Đức) từ Thái Nguyên chảy xuống và sông Thương (Nhật Đức) từ Lạng Sơn chảy về. Cả ba sông hội lại ở Phả Lại thành sông Lục Đầu còn gọi là sông Thao Giang. Sông Đuống có một chi lưu là sông Ngũ Huyện Khê, chảy vào Từ Sơn, Bắc Ninh (bắt nguồn từ thôn Đông Ngàn).

## Dòng chảy
Điểm đầu từ ngã ba Dâu (xã Xuân Canh, huyện Đông Anh, thành phố Hà Nội tại địa giới giữa 2 đơn vị hành chính là huyện Đông Anh và quận Long Biên của thành phố Hà Nội).
Điểm cuối là ngã ba Mỹ Lộc (giáp ranh giữa Trung Kênh, Cao Đức và Cổ Thành) phía nam ngã ba Lác (nơi sông Cầu hợp lưu với sông Thương thành sông Thái Bình) khoảng 3 km.
Về tổng thể sông Đuống chảy theo hướng tây-đông. Nó là một phân lưu của sông Hồng, trước đây chỉ là một dòng sông nhỏ, do cửa nối với sông Hồng bị cát bồi cao nên chỉ khi sông Hồng có lũ lớn mới tràn qua được. Từ năm 1958, cửa sông được mở rộng để trở thành một phân lưu quan trọng giảm sức uy hiếp của lũ sông Hồng đối với Hà Nội. So với lượng lũ của sông Hồng tại Sơn Tây thì sông Đuống tiêu được 20-30 %. Theo Bách khoa toàn thư Việt Nam, tại Thượng Cát?, lưu lượng nước trung bình nhiều năm 880 m³/s, còn theo website tỉnh Bắc Ninh thì lưu lượng trung bình đạt khoảng 1.000 m³/s. Lưu lượng đỉnh lũ lớn nhất 9.000 m³/s (ngày 22 tháng 8 năm 1971). Đoạn chảy qua Bắc Ninh dài 42 km. Mực nước cao nhất tại bến Hồ vào tháng 8 năm 1945 là 9,64 m, cao hơn so với mặt ruộng là 3 đến 4 m. Sông Đuống có hàm lượng phù sa cao, vào mùa mưa trung bình cứ 1 m³ nước có 2,8 kg phù sa.
Sông Đuống là đường giao thông thủy nối cảng Hải Phòng với Hà Nội và các tỉnh ở phía bắc Việt Nam.
Các loại tàu thuyền, xà lan tải trọng từ 100 tấn đến 450 tấn có thể vận tải trên sông được cả trong 2 mùa.

## Các cây cầu bắc qua sông Đuống
Hiện trên sông Đuống có 6 cây cầu bắc qua: 
- Cầu Đông Trù trên quốc lộ 5 kéo dài, nối xã Đông Hội thuộc huyện Đông Anh với phường Ngọc Thụy và phường Thượng Thanh thuộc quận Long Biên; đều thuộc thành phố Hà Nội.
- Cầu Đuống trên Quốc lộ 1 cũ, nối thị trấn Yên Viên thuộc huyện Gia Lâm với phường Đức Giang thuộc quận Long Biên; đều thuộc thành phố Hà Nội.
- Cầu Phù Đổng trên Quốc lộ 1 mới, nối xã Phù Đổng của huyện Gia Lâm với phường Phúc Lợi của quận Long Biên và xã Cổ Bi của huyện Gia Lâm; đều thuộc thành phố Hà Nội.
- Cầu Kinh Dương Vương, nối xã Cảnh Hưng thuộc huyện Tiên Du với xã Đại Đồng Thành thuộc thị xã Thuận Thành; đều thuộc tỉnh Bắc Ninh.
- Cầu Hồ trên quốc lộ 38; nối xã Tân Chi thuộc huyện Tiên Du với phường Hồ thuộc thị xã Thuận Thành; đều thuộc tỉnh Bắc Ninh.
- Cầu Bình Than trên quốc lộ 17, nối xã Đức Long thuộc thị xã Quế Võ với xã Vạn Ninh thuộc huyện Gia Bình; đều thuộc tỉnh Bắc Ninh.

Ngoài ra, thành phố Hà Nội sẽ có thêm 3 cầu đường bộ mới sẽ được xây dựng ngang qua sông Đuống trong giai đoạn tới như:
- Cầu Ngọc Thụy nối xã Xuân Canh thuộc huyện Đông Anh với phường Ngọc Thụy thuộc quận Long Biên.
- Cầu Mai Lâm nối xã Mai Lâm thuộc huyện Đông Anh với phường Thượng Thanh thuộc quận Long Biên.
- Cầu Giang Biên nối xã Ninh Hiệp thuộc huyện Gia Lâm với phường Giang Biên thuộc quận Long Biên.[5]

Ngoài ra, tỉnh Bắc Ninh đã có đề án xây dựng một số cầu mới bắc qua sông Đuống trong giai đoạn tới như:
- Cầu Tri Phương nối xã Tri Phương thuộc huyện Tiên Du với xã Đình Tổ thuộc thị xã Thuận Thành.
- Cầu Hoài Thượng trên đường Vành đai 4 - Hà Nội nối xã Hoài Thượng thuộc thị xã Thuận Thành với xã Chi Lăng thuộc thị xã Quế Võ.
- Cầu Chì nối xã Chi Lăng thuộc thị xã Quế Võ với xã Giang Sơn thuộc huyện Gia Bình

## Các huyện thị chảy qua
- Hà Nội:
  - Đông Anh
  - Long Biên
  - Gia Lâm
- Bắc Ninh:
  - Tiên Du
  - Thuận Thành
  - Quế Võ
  - Gia Bình
  - Lương Tài

## Thơ văn
Nhà thơ Hoàng Cầm có bài thơ "Bên kia sông Đuống" nổi tiếng.
Em ơi! Buồn làm chi
Anh đưa em về sông Đuống
Ngày xưa cát trắng phẳng lỳ
Sông Đuống trôi đi
Một dòng lấp lánh
Nằm nghiêng nghiêng trong kháng chiến trường kỳ...